# Bobby Rydell
Robert Louis Ridarelli, cunoscut drept Bobby Rydell, (n. 26 aprilie 1942, Pennsylvania, SUA – d. 5 aprilie 2022, Abington Township⁠(d), Pennsylvania, SUA) a fost un  cântăreț american.